# Ahmad Abu Al-Soud
Ahmad Abu Al-Soud (in arabo احمد ابو السعود‎?; Amman, 7 maggio 1995) è un ginnasta giordano.

## Biografia
È stato il primo ginnasta giordano a vincere una medaglia ai campionati mondiali, grazie all'argento nel cavallo con maniglie ottenuto a Liverpool 2022, dove ha concluso alle spalle dell'irlandese Rhys McClenaghan. L'anno successivo, ai mondiali di Anversa 2023, ha ottenuto il bronzo nello stesso attrezzo, preceduto sul podio nuovamente da Rhys McClenaghan e dallo statunitense Khoi Young.
Sempre nel cavallo con maniglie, ha ottenuto due titoli continentali (a Ulan Bator 2019 e Doha 2022). 
Si è qualificato per rappresentare la Giordania ai Giochi olimpici estivi di Parigi 2024, divenendo il primo ginnasta giordano della storia a ottenere la carta olimpica.

## Palmarès
- Mondiali

Liverpool 2022: argento nel cavallo con maniglie;
Anversa 2023: bronzo nel cavallo con maniglie;
- Campionati asiatici

Ulan Bator 2019: oro nel cavallo con maniglie;
Doha 2022: oro nel cavallo con maniglie;
Singapore 2023: argento nel cavallo con maniglie;
Tashkent 2024: bronzo nel cavallo con maniglie;
- Giochi della solidarietà islamica

Konya 2021: oro nel cavallo con maniglie;